# Pancratium landesii
Pancratium landesii är en amaryllisväxtart som beskrevs av Hamilton Paul Traub. Pancratium landesii ingår i släktet Pancratium och familjen amaryllisväxter. Inga underarter finns listade i Catalogue of Life.